# 호앙마이군
호앙마이군(베트남어: Quận Hoàng Mai / 郡黃梅)은 베트남 하노이의 행정 구역이다. 롱비엔군, 하동군 그리고 박뜨리엠군에 이어 네번째로 큰 군이다.

## 개요
호앙마이군은 하노이의 남동쪽에 위치한다. 전체 면적은 41.04.1km2이며, 총 인구는 365,759명으로 14개 프엉(坊)을 관할하고 있다. 호앙마이군은 2003년 11월 6일, 타인찌현의 뚜히엡의 일부인 9개의 모든 공동체와 하이바쯩군의 5개 프엉을 합쳐 기초로 형성하였다.
호앙마이군의 행정 경계를 이루는 행정 구역은 다음과 같다.
- 동쪽 : 롱비엔군에 인접한 자럼현과 북동쪽으로 경계를 이루고 있다.
- 남서쪽은 타인찌현에 인접해 있다.
- 북쪽 경계는 하이바쯩군, 북서쪽 경제는 타인쑤언군과 경계를 이루고 있다.

## 행정구역
호앙마이군은 14개의 프엉(坊)을 관할하고 있다.
- 딩꽁 (Định Công /定功)
- 다이낌 (Đại Kim / 大金)
- 잡밧 (Giáp Bát / 甲八)
- 호앙 렛 (Hoàng Liệt /黃烈)
- 호앙 반 투 (Hoàng Văn Thụ /黃文樹)
- 린남 (Lĩnh Nam / 嶺南)
- 마이동 (Mai Động /梅洞)
- 떤마이 (Tân Mai / 新梅)
- 타인찌 (Thanh Trì / 靑池)
- 타인 렛 (Thịnh Liệt /盛烈)
- 짠푸 (Trần Phú /陳富)
- 뜨옹마이 (Tương Mai /湘梅)
- 빈헝 (Vĩnh Hưng / 永興)
- 옌써 (Yên Sở /安所)